# Кілій (Арджеш)
Кілій (рум. Chilii) — село у повіті Арджеш в Румунії. Входить до складу комуни Міоареле.
Село розташоване на відстані 120 км на північний захід від Бухареста, 44 км на північ від Пітешть, 141 км на північний схід від Крайови, 63 км на південний захід від Брашова.

## Населення
За даними перепису населення 2002 року у селі проживали 116 осіб, усі — румуни. Усі жителі села рідною мовою назвали румунську.